# Tage E. Nilsson (konstnär)
Tage Elof Herman Nilsson, född 9 januari 1926 i Stockholm, död 30 augusti 1990 i Repbäcken, var en svensk målare, tecknare och grafiker.
Efter att ha studerat för Isaac Grünewald i Stockholm och för André Lhote och Othon Friesz i Paris var han från 1947 under flera år bosatt där. Han ägnade sig främst åt figurmåleri men har också utfört porträtt, landskap och stilleben, ofta med en kraftfull, kubiserade motivförenkling. Han deltog i en lång rad samlingsutställningar över hela landet. Nilsson utgav också boken Drömmen om Cadaques och andra berättelser år 1966.
Tage E. Nilsson är gravsatt i minneslunden på Norra griftegården i Kvarnsveden, Borlänge.